# Tetragnatha waikamoi
Tetragnatha waikamoi este o specie de păianjeni din genul Tetragnatha, familia Tetragnathidae, descrisă de John Wynn Gillespie în anul 1992. Conform Catalogue of Life specia Tetragnatha waikamoi nu are subspecii cunoscute.